# 5 Centimeters per Second
5 Centimeters per Second (秒速5センチメートル, Byōsoku Go Senchimētoru) is een Japanse animatiefilm uit 2007. De romantische dramafilm is geproduceerd, geschreven en geregisseerd door Makoto Shinkai.
De film bestaat uit drie gedeeltes, met in totaal ongeveer een uur speeltijd. Een dvd-versie is uitgebracht op 19 juli 2007.

## Verhaal
5 Centimeters Per Second bestaat uit drie delen. Het eerste deel ("Cherry Blossom") gaat over Takaki en zijn beste vriendin Akari, die later allebei naar een andere school gaan. Ze schrijven elkaar brieven, maar het contact verwatert langzaam. Akari verhuist naar de andere kant van het land, en Takaki besluit haar op te zoeken. Wanneer de twee elkaar uiteindelijk ontmoeten realiseert Takaki dat ze elkaar nooit meer zullen zien.
In het tweede deel ("Cosmonaut") zit Takaki op de middelbare school. Kanae, een klasgenootje, is verliefd op hem. Ze brengt tijd met hem door, maar Takaki ziet haar alleen als goede vriend. Kanae ziet dat hij altijd brieven schrijft naar iemand. Na een mislukte poging om haar liefde voor hem te uit te spreken komt ze erachter dat Takaki zoekt naar iets wat zij niet kan bieden.
In het derde deel ("5 Centimeters per Second") is Takaki een computerprogrammeur in Tokio. Hij is depressief en denkt nog steeds aan Akari. Intussen staat zij op het punt om te gaan trouwen. Akari bekijkt een oude doos met bezittingen en vindt een brief die ze jaren terug aan Takaki schreef en aan hem wilde geven. Beide krijgen dezelfde droom over hun laatste ontmoeting in de sneeuw. Op een dag lopen ze over straat en passeren elkaar op een spoorovergang. Ze denken elkaar te herkennen, kijken achterom, maar een voorbijgaande trein blokkeert het uitzicht. Akari is verdwenen en Takaki loopt door terwijl de kersenbloesems in het spoor van de trein roeren.

## Personages
| Naam            | Japanse stem               | Engelse stem    |
| --------------- | -------------------------- | --------------- |
| Takaki Tōno     | Kenji Mizuhashi            | David Matranga  |
| Akari Shinohara | Yoshimi Kondō Ayaka Onouei | Hilary Haag     |
| Kanae Sumida    | Satomi Hanamura            | Serena Varghese |

## Prijzen
De film ontving de "Best Animated Feature Film"-prijs tijdens de Asia Pacific Screen Awards in 2007.